# Grammy Awards 1974
Die Grammy Awards 1974 waren die 16. Verleihung dieses wichtigsten US-amerikanischen Musikpreises.
Dabei ging der Grammy an Preisträger in 45 verschiedenen Kategorien aus 15 Feldern der Musikbranche.

## Hauptkategorien
Single des Jahres (Record of the Year):
- Killing Me Softly With His Song von Roberta Flack

Album des Jahres (Album of the Year):
- Innervisions von Stevie Wonder

Song des Jahres (Song of the Year):
- Killing Me Softly With His Song von Roberta Flack (Autoren: Charles Fox, Norman Gimbel)

Bester neuer Künstler (Best New Artist):
- Bette Midler

## Pop
Beste weibliche Gesangsdarbietung – Pop (Best Pop Vocal Performance, Female):
- Killing Me Softly With His Song von Roberta Flack

Beste männliche Gesangsdarbietung – Pop (Best Pop Vocal Performance, Male):
- You Are the Sunshine of My Life von Stevie Wonder

Beste Darbietung eines Duos oder einer Gruppe mit Gesang – Pop (Best Pop Performance By A Duo Or Group With Vocals):
- Neither One of Us (Wants to Be the First to Say Goodbye) von Gladys Knight & the Pips

Beste Instrumentaldarbietung – Pop (Best Pop Instrumental Performance):
- „Also sprach Zarathustra“ (2001) von Deodato

## Rhythm & Blues
Beste weibliche Gesangsdarbietung – R&B (Best R&B Vocal Performance, Female):
- Master of Eyes von Aretha Franklin

Beste männliche Gesangsdarbietung – R&B (Best R&B Vocal Performance, Male):
- Superstition von Stevie Wonder

Beste Darbietung eines Duos oder einer Gruppe mit Gesang – Pop (Best R&B Performance By A Duo Or Group With Vocals):
- Midnight Train to Georgia von Gladys Knight & the Pips

Beste Instrumentaldarbietung – R&B (Best R&B Instrumental Performance):
- Hang On Sloopy von Ramsey Lewis

Bester R&B-Song (Best R&B Song):
- Superstition von Stevie Wonder (Autor: Stevie Wonder)

## Country
Beste weibliche Gesangsdarbietung – Country (Best Country Vocal Performance, Female):
- Let Me Be There von Olivia Newton-John

Beste männliche Gesangsdarbietung – Country (Best Country Vocal Performance, Male):
- Behind Closed Doors von Charlie Rich

Beste Countrygesangsdarbietung eines Duos oder einer Gruppe (Best Country Vocal Performance By A Duo Or Group):
- From The Bottle To The Bottom von Rita Coolidge & Kris Kristofferson

Bestes Darbietung eines Countryinstrumentals (Best Country Instrumental Performance):
- Dueling Banjos von Steve Mandell & Eric Weissberg

Bester Countrysong (Best Country Song):
- Behind Closed Doors von Charlie Rich (Autor: Kenny O’Dell)

## Jazz
Beste Jazz-Darbietung eines Solisten (Best Jazz Performance By A Soloist):
- God Is in the House von Art Tatum

Beste Jazz-Darbietung einer Gruppe (Best Jazz Performance By A Group):
- Supersax Plays Bird von Supersax

Beste Jazz-Darbietung einer Big Band (Best Jazz Performance By A Big Band):
- Giant Steps von Woody Herman

## Gospel
Beste Gospel-Darbietung (Best Gospel Performance):
- Release Me (From My Sin) von den Blackwood Brothers

Beste Soul-Gospel-Darbietung (Best Soul Gospel Performance):
- Loves Me Like a Rock von den Dixie Hummingbirds

Beste Inspirational-Darbietung (Best Inspirational Performance):
- Let’s Just Praise the Lord vom Bill Gaither Trio

## Folk
Beste Ethnofolk- oder traditionelle Folk-Aufnahme (einschließlich traditionellem Blues) (Best Ethnic Or Traditional Recording, Including Traditional Blues):
- Then And Now von Doc Watson

## Für Kinder
Beste Aufnahme für Kinder (Best Recording For Children):
- Sesame Street Live von den Sesamstraßendarstellern (Produzent: Joe Raposo)

## Sprache
Beste gesprochene Aufnahme (Best Spoken Word Recording):
- Jonathan Livingston Seagull von Richard Harris

## Comedy
Beste Comedy-Aufnahme (Best Comedy Recording):
- Los Cochinos von Cheech und Chong

## Musical Show
Beste Musik eines Original-Cast-Show-Albums (Best Score From The Original Cast Show Album):
- A Little Night Music von der Originalbesetzung mit Glynis Johns, Len Cariou, Hermione Gingold, Victoria Mallory, Patricia Elliott und Teri Ralston (Komponist: Stephen Sondheim; Produzent: Goddard Lieberson)

## Komposition / Arrangement
Beste Instrumentalkomposition (Best Instrumental Composition):
- Last Tango in Paris von verschiedenen Interpreten (Komponist: Gato Barbieri)

Album mit der besten Originalmusik geschrieben für einen Film oder ein Fernsehspecial (Album of Best Original Score Written for a Motion Picture or a Television Special):
- Jonathan Livingston Seagull von verschiedenen Interpreten (Komponist: Neil Diamond)

Bestes Instrumentalarrangement (Best Instrumental Arrangement):
- Summer in the City (Arrangeur: Quincy Jones)

Bestes Arrangement mit Gesangsbegleitung (Best Arrangement Accompanying Vocalists):
- Live and Let Die von Paul McCartney und den Wings (Arrangeur: George Martin)

## Packages und Album-Begleittexte
Bestes Album-Paket (Best Album Package):
- Tommy vom London Symphony Orchestra und Chor (Künstlerische Leiter: Wilkes & Braun)

Bester Album-Begleittext (Best Album Notes):
- God Is In The House von Art Tatum (Verfasser: Dan Morgenstern)

Bester Album-Begleittext – Klassische Musik (Best Album Notes – Classical):
- Paul Hindemith: Klaviersonaten (Gesamtaufnahme) von Glenn Gould (Verfasser: Glenn Gould)

## Produktion und Technik
Beste technische Aufnahme, ohne klassische Musik (Best Engineered Recording, Non-Classical):
- Innervisions von Stevie Wonder (Technik: Malcolm Cecil, Robert Margouleff)

Beste technische Klassikaufnahme (Best Classical Engineered Recording):
- Bartók: Konzert für Orchester der New Yorker Philharmoniker unter Leitung von Pierre Boulez (Technik: Edward T. Graham, Ray Moore)

## Klassische Musik
Bestes Klassik-Album des Jahres (Album Of The Year, Classical):
- Bartók: „Konzert für Orchester“ der New Yorker Philharmoniker unter Leitung von Pierre Boulez

Beste klassische Orchesterdarbietung (Best Classical Performance – Orchestra):
- Bartók: „Konzert für Orchester“ von den New Yorker Philharmonikern unter Leitung von Pierre Boulez

Beste Opernaufnahme (Best Opera Recording):
- Bizet: „Carmen“ mit Marilyn Horne, Tom Krause, Adriana Maliponte, James McCracken und dem Metropolitan Opera Orchestra und Chor unter Leitung von Leonard Bernstein

Beste Chor-Darbietung, Klassik (ohne Oper) (Best Choral Performance, Classical, Other Than Opera):
- Walton: „Belshazzer's Feast“ vom London Symphony Orchestra und Chor unter Leitung von André Previn

Beste Soloinstrument-Darbietung mit Orchester (Best Classical Performance Instrumental Soloist or Soloists With Orchestra):
- Beethoven: „Fünf Konzerte für Klavier und Orchester“ von Vladimir Ashkenazy und dem Chicago Symphony Orchestra unter Leitung von Georg Solti

Beste Soloinstrument-Darbietung ohne Orchester (Best Classical Performance Instrumental Soloist or Soloists Without Orchestra):
- Horowitz spielt Scriabin von Vladimir Horowitz

Beste Kammermusik-Darbietung (Best Chamber Music Performance):
- Joplin: „The Red Back Book“ vom New England Conservatory Ragtime Ensemble

Beste klassische Solo-Gesangsdarbietung (Best Classical Vocal Soloist Performance):
- Puccini: „Heroines“ von Leontyne Price und das New Philharmonia Orchestra unter Leitung von Edward Downes

## Special Merit Awards
Der Grammy Lifetime Achievement Award und der Trustees Award wurden 1974 nicht vergeben.